# دشت سیلابی
دشت سیلابی یا سیلاب‌دشت (به انگلیسی: Floodplain) سرزمین پست و همواری است که در کنار رودی قرار دارد و اگر رود طغیان کند، سیل آن دشت را فرا می‌گیرد.
دشت سیلابی، منطقه‌ای از زمین مجاور رودخانه‌ای است که از کرانه‌های مجرای آن تا پایه دیواره‌های دره محصور امتداد دارد و در دوره‌هایی که دبی آب زیاد است دچار سیل می‌شود. خاک‌ها به‌طور معمول شامل: رس، لای، ماسه و شن‌هایی هستند که در هنگام سیل رسوب می‌کنند.